# Volchovská přehrada
Volchovská přehrada (rusky Волховское водохранилище) je přehradní nádrž na území Leningradské a Novgorodské oblasti v Rusku. Má rozlohu 1120 km². Říční část je 200 km dlouhá. Má objem 3 km³.

## Vodní režim
Přehradní nádrž na řece Volchov v povodí Ladožského jezera za přehradní hrází Volchovské vodní elektrárny byla naplněna v roce 1926. Skládá se ze dvou částí říční a jezerní. V zóně vzdutí se nachází jezero Ilmeň. Úroveň hladiny kolísá v rozsahu 3 m.

## Využití
Reguluje sezónní kolísání průtoku. Využívá se pro energetiku a vodní dopravu. Je zde rozvinuté rybářství (cejni, candáti, síhové severní a malý, štiky).